# Königsleitenspitze
Die Königsleitenspitze ist ein 2315 m ü. A. hoher Berg im westlichen Teil der Kitzbüheler Alpen, den sogenannten Kelchsauer Alpen. Er liegt an der Grenze der österreichischen Bundesländer Salzburg und Tirol und ist touristisch stark erschlossen. Aufgrund seiner grünen Hänge und   Almwiesen hat der den typischen Charakter der Tiroler Grasberge. Es handelt sich um den Hausberg von Königsleiten.

## Lage und Umgebung
Der Berg liegt nördlich des Gerlospasses und westlich des Salzachtals. Nächstgelegene Orte sind Königsleiten und Gerlos. Benachbarte Gipfel sind im Nordwesten der Falschriedel und der Ochsenkopf sowie im Nordosten der Müllachgeier.

## Touristische Erschließung
Ein Wanderwegnetz und zahlreiche Skilifte erschließen die Königsleitenspitze, die Teil der Zillertal Arena ist. Seit dem Winter 2011/2012 führt eine im Sommer und Winter betriebene Gondelbahn von Königsleiten bis kurz unterhalb des Gipfels. Drei weitere, im Winter betriebene, Bergbahnen führen ebenfalls in die Nähe des Gipfels. Diese sind zwei Gondelbahnen und eine Sesselbahn.

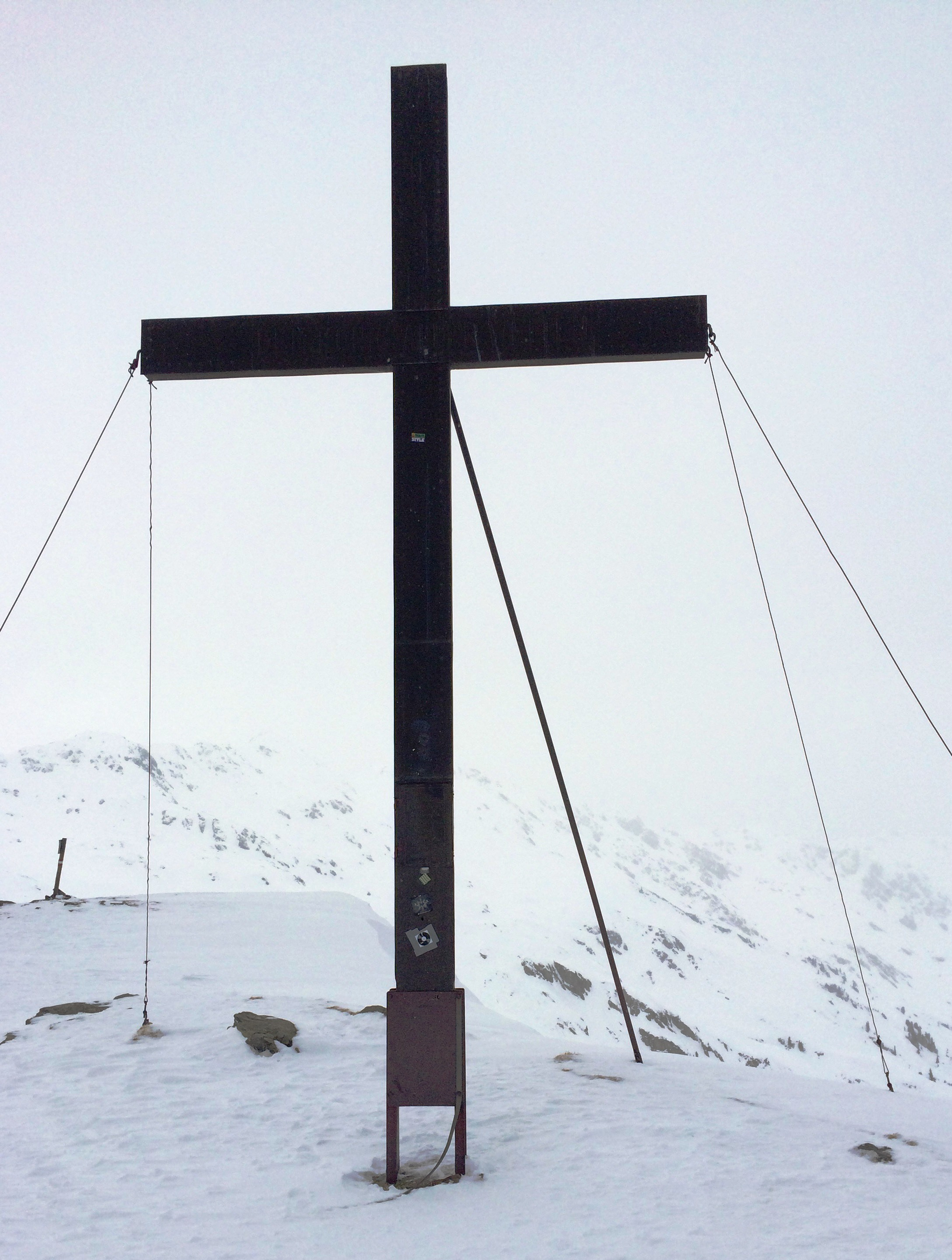
Gipfelkreuz im Winter
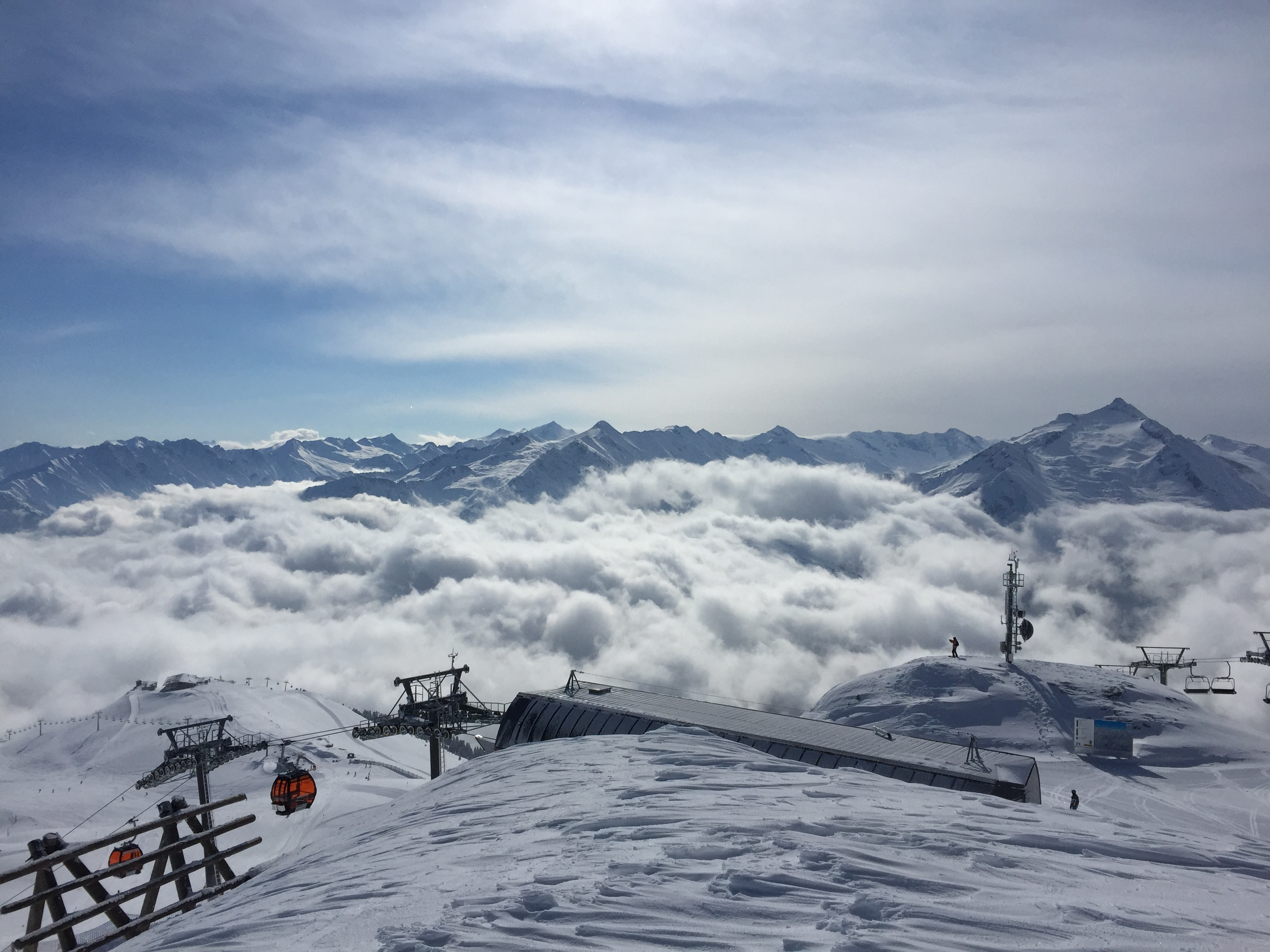
Ausblick im Winter
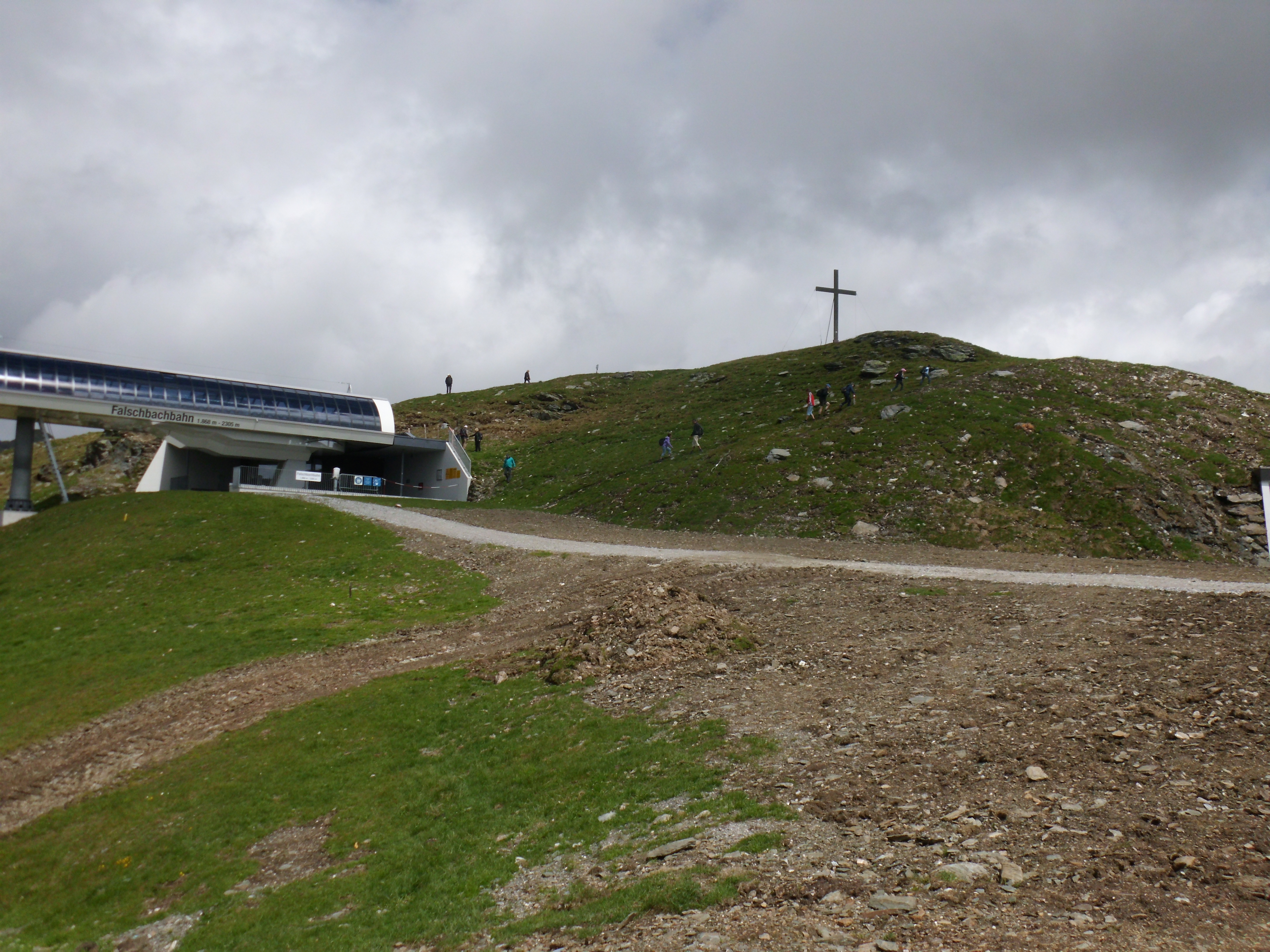
Gipfel im Sommer
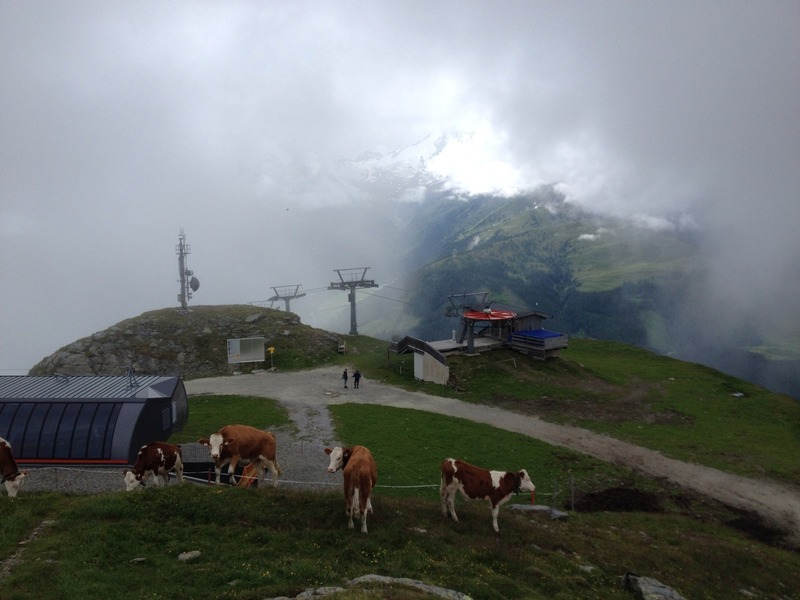
Ausblick im Sommer
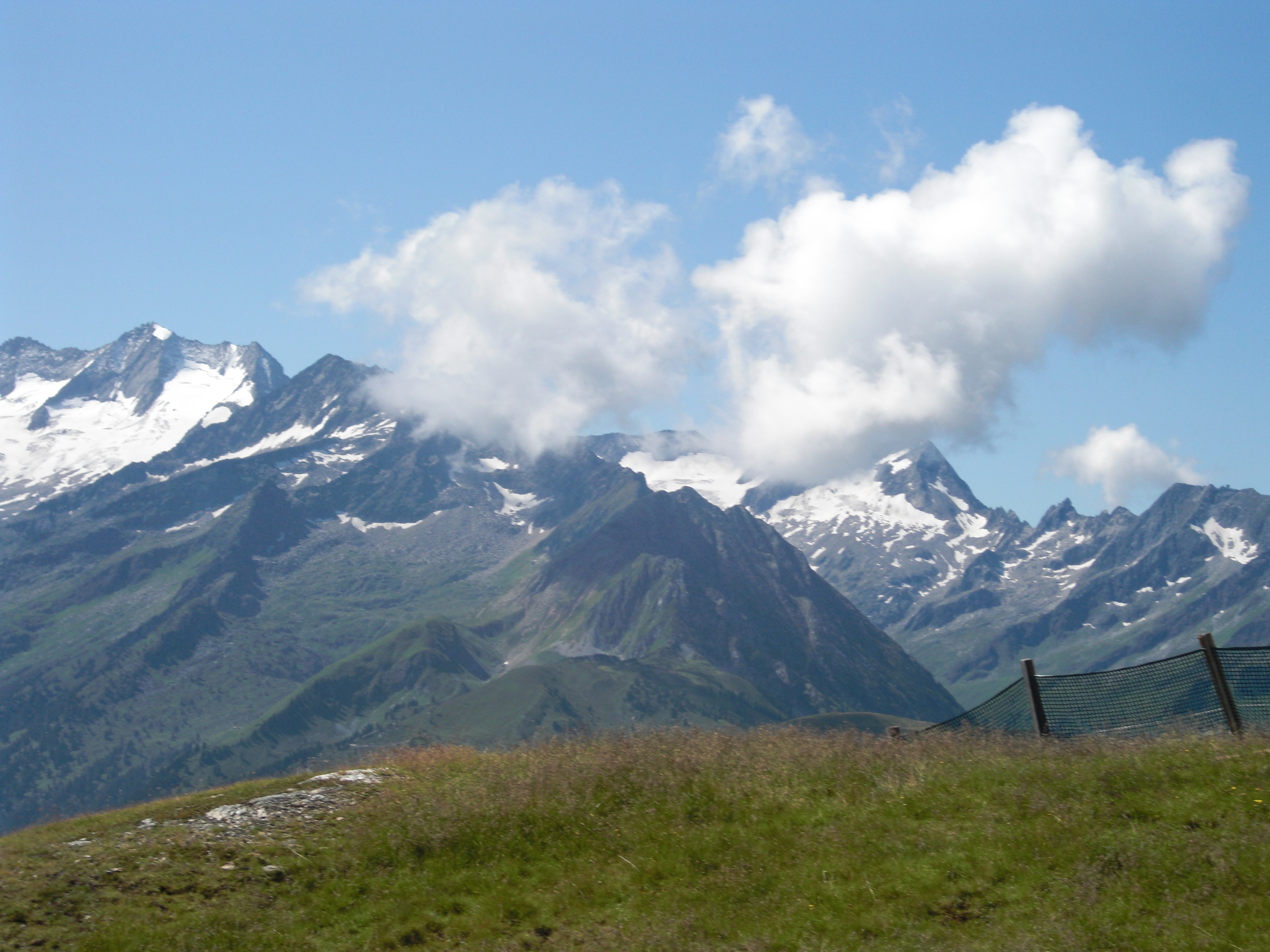
Ausblick im Sommer